# Aubria occidentalis
Aubria occidentalis là một loài ếch trong họ Ranidae.
Nó được tìm thấy ở Cameroon, Bờ Biển Ngà, Ghana, Guinea, Liberia, Nigeria, và có thể cả Togo.
Các môi trường sống tự nhiên của chúng là các khu rừng ẩm ướt đất thấp nhiệt đới hoặc cận nhiệt đới và sông.
Nó bị đe dọa do mất môi trường sống.